# Mitsuhisa Taguchi
Mitsuhisa Taguchi (田口 光久 Taguchi Mitsuhisa?,  Akita, 14 de febrero de 1955-Tokio, 12 de noviembre de 2019) fue un futbolista japonés que se desempeñaba como guardameta.
Taguchi jugó 59 veces para la selección de fútbol de Japón entre 1975 y 1984. Taguchi fue elegido para integrar la selección nacional de Japón para los Juegos Asiáticos de 1978 y 1982. Cabe destacar que no marcó ningún gol en los 59 partidos, al contrario de otros arqueros y tampoco se le asignó ningún autogol.

## Trayectoria

### Clubes
| Club              | País  | Año       |
| ----------------- | ----- | --------- |
| Mitsubishi Motors | Japón | 1973-1984 |

### Selección nacional
| Selección | País  | Año       |
| --------- | ----- | --------- |
| Absoluta  | Japón | 1975-1984 |

## Estadística de equipo nacional
| Selección de Japón | Selección de Japón | Selección de Japón |
| Año                | Part.              | Goles              |
| ------------------ | ------------------ | ------------------ |
| 1975               | 1                  | 0                  |
| 1976               | 3                  | 0                  |
| 1977               | 5                  | 0                  |
| 1978               | 13                 | 0                  |
| 1979               | 8                  | 0                  |
| 1980               | 4                  | 0                  |
| 1981               | 4                  | 0                  |
| 1982               | 8                  | 0                  |
| 1983               | 9                  | 0                  |
| 1984               | 4                  | 0                  |
| Total              | 59                 | 0                  |

## Palmarés

### Títulos nacionales
| Título                   | Club              | País  | Año  |
| ------------------------ | ----------------- | ----- | ---- |
| Japan Soccer League      | Mitsubishi Motors | Japón | 1973 |
| Copa del Emperador       | Mitsubishi Motors | Japón | 1973 |
| Copa Japan Soccer League | Mitsubishi Motors | Japón | 1978 |
| Japan Soccer League      | Mitsubishi Motors | Japón | 1978 |
| Copa del Emperador       | Mitsubishi Motors | Japón | 1978 |
| Copa del Emperador       | Mitsubishi Motors | Japón | 1980 |
| Copa Japan Soccer League | Mitsubishi Motors | Japón | 1981 |
| Japan Soccer League      | Mitsubishi Motors | Japón | 1982 |

### Distinciones individuales
| Distinción                  | Año  |
| --------------------------- | ---- |
| Japan Soccer League Best XI | 1975 |
| Japan Soccer League Best XI | 1977 |
| Japan Soccer League Best XI | 1978 |
| Japan Soccer League Best XI | 1979 |
| Japan Soccer League Best XI | 1980 |
| Japan Soccer League Best XI | 1981 |
| Japan Soccer League Best XI | 1982 |
| Japan Soccer League Best XI | 1983 |